# Hans-Dietrich Schultz
Hans-Dietrich Schultz (* 19. Februar 1947 in Gronau (Leine)) ist ein deutscher Geograph, Geographiehistoriker und emeritierter Professor für Geographiedidaktik an der Humboldt-Universität zu Berlin.

## Leben
Hans-Dietrich Schultz wuchs im niedersächsischen Dorf Rheden (Kreis Alfeld (Leine), heute Hildesheim) auf, wo er 1953 in die Volksschule eingeschult wurde. Von 1957 bis 1960 besuchte er die Mittelschule in Gronau (Leine) und wechselte dann an das Gymnasium Alfeld (Leine), an dem er im Februar 1966 sein Abitur machte. Der Schule schloss er ein Freiwilliges Soziales Jahr an, bevor er im Sommersemester 1967 ein Studium der Politologie am Otto-Suhr-Institut für Politikwissenschaft (Freie Universität Berlin) aufnahm. Ab dem Wintersemester 1967/68 wechselte er von der Politik zur Geographie, Geschichte, Pädagogik und Philosophie. Im Oktober 1971 bestand er die  erste Staatsprüfung und begann danach nach kurzer Auszeit ein Promotionsstudium. Von 1974 bis 1978 arbeitete Schultz als Wissenschaftlicher Assistent am Geographischen Institut der Freien Universität Berlin. Dort wurde er im Dezember 1978 zum Dr. rer. nat. promoviert. Sein Doktorvater war Klaus-Achim Boesler. Nach dem Referendariat am Schadow-Gymnasium Berlin und der zweiten Staatsprüfung im Mai 1980 arbeitete Schultz von 1980 bis 1993 als Lehrer für Geographie, Geschichte, Politische Weltkunde am Schadow- und am Arndt-Gymnasium Dahlem in Berlin-Zehlendorf. Seinen schulischen Berufsweg beendete er als Studiendirektor für Geschichte, Politische Weltkunde und Sozialkunde. Von 1982 bis 1993 wirkte er zugleich als Fachseminarleiter bei der Ausbildung von Lehrkräften für Geschichte und Politische Weltkunde mit. Im Mai 1986 habilitierte er sich zum Dr. phil. habil. an der Universität Osnabrück. Sein Betreuer war Gerhard Hard.
1993 wurde er zum Professor für Didaktik der Geographie am Geographischen Institut der Humboldt-Universität zu Berlin berufen. Mit dem Ende des WS 2012 trat er in den Ruhestand.

## Wirken
Hans-Dietrich Schultz ist Geographiedidaktiker und Geographiehistoriker. Seine Forschungsschwerpunkte sind die Geschichte der Geographie und Schulgeographie des 19. und 20. Jahrhunderts und wissenschaftstheoretische Fragen, darunter über den Nutzen der Disziplingeschichte für die Entwicklung der Geographie als Wissenschaft und Schulfach. Der Fokus seiner u. a. auch von Fachhistorikern beachteten Publikationen liegt auf der Ideengeschichte der deutschsprachigen klassischen Geographie, deren Paradigmen, Methodologien und zentrale Begriffe er auf einer breiten Quellenbasis historisch analysiert, kontextualisiert und kritisch hinterfragt. In seinen Arbeiten geht es um Konzepte wie Landschaft, Landschaftskunde und Länderkunde, Geodeterminismus, Lebensraum, Nation, Volk, Rasse, Geopolitik, kulturelle oder politische versus natürliche Grenze, ferner um Europakonzepte und Konzepte europäischer Teilräume wie Mitteleuropa, Südeuropa und Osteuropa. Zahlreiche kartengeschichtliche Beiträge ergänzen die Geschichte geographischer Raumbildungen. Darüber hinaus beschäftigt sich Schultz aber auch ideengeschichtlich mit den raumtheoretischen Vorstellungen bestimmter historischer Akteure und ihrer Einbettung in das zeitgenössische intellektuelle Milieu: u. a. Johann Gottfried Herder, Immanuel Kant, Carl Ritter, Alexander von Humboldt, Ferdinand von Richthofen, Friedrich Ratzel, Alfred Hettner, Albrecht Penck, Joseph Partsch und Alfred Rühl. Die Relevanz seiner Arbeiten für gegenwärtige Diskurse zeigt sich in seiner Kritik an den Positionen aktueller Autoren wie Jared Diamond oder Tim Marshall, denen er einen unreflektierten Umgang mit der Stellung physisch-materieller Gegebenheiten bei der Erklärung menschlichen Handelns vorhält, die an altgeographische Topoi (Geodeterminismus) erinnern. Heinz Peter Brogiato bezeichnet ihn als den wichtigsten Vertreter der Fachgeschichte der vergangenen Jahrzehnte.  Der französische Geographiehistoriker Nicolas Ginsburger sieht in ihm le nouveau «pape» de l’histoire de la géographie allemande.

## Monographien (Auswahl)
- Die deutschsprachige Geographie von 1800 bis 1970. Ein Beitrag zur Geschichte ihrer Methodologie (= Abhandlungen des Geographischen Instituts – Anthropogeographie. 29). Berlin 1980. (e-docs.geo-leo.de)
- Die Geographie als Bildungsfach im Kaiserreich – zugleich ein Beitrag zu ihrem Kampf um die preußische höhere Schule von 1870 bis 1914 nebst dessen Vorgeschichte und teilweiser Berücksichtigung anderer deutscher Staaten (= Osnabrücker Studien zur Geographie. 10). Osnabrück 1989.
- Europa als geographisches Konstrukt (= Jenaer Manuskripte. 20). Jena 1999.
- Friedrich Ratzel: (k)ein Rassist? (= Geographische Revue – Beihefte = Geographische Hochschulmanuskripte NF. H. 2). Flensburg 2006.
- Der Realraum als Problem. Eine Lektion aus der Disziplingeschichte (= Kleine Reihe Geographie). Frankfurt am Main 2018, ISBN 978-3-7344-0723-9.

## Zeitschriftenaufsätze (Auswahl)
- Versuch einer Historisierung der Geographie des Dritten Reiches am Beispiel des geographischen Großraumdenkens. In: Geographie und Nationalsozialismus. (= urbs et regio. 51). Kassel 1989, S. 1–75.
- Fantasies of 'Mitte'. 'Mittellage' and 'Mitteleuropa' in German geographical discussion of the 19th and 20th century. In: Political Quarterly Geography. Band 8, 1989, S. 315–339.
- Deutschlands „natürliche Grenzen“. „Mittellage“ und „Mitteleuropa“ im Diskurs der Geographen seit Beginn des 19. Jahrhunderts. In: Geschichte und Gesellschaft. Band 15, H. 2, 1989, S. 248–281.
- Die Ukraine: ein Staat auf Dauer? In: geographie heute. Band 16, H. 130, 1995, S. 34–39.
- Sprengsatz Krim? Klausurvorschlag. In: geographie heute. Band 16, H. 130, 1995, S. 42–43.
- .„Was ist des Deutschen Vaterland?“ Geographie und Nationalstaat vor dem Ersten Weltkrieg. In: Geographische Rundschau. Band 47, H. 9, 1995, S. 492–497.
- Räume sind nicht, Räume werden gemacht. Zur Genese „Mitteleuropas“ in der deutschen Geographie. In: Europa Regional. Band 5, H. 1, 1997, S. 2–14 (ssoar.info)
- Herder und Ratzel: zwei Extreme, ein Paradigma? In: Erdkunde. Band 52, H. 2, 1998, S. 127–143 (erdkunde.uni-bonn.de)
- Deutsches Land – deutsches Volk. Die Nation als geographisches Konstrukt. In: Berichte zur deutschen Landeskunde. Band 72, H. 2, 1998, S. 85–114 (dropbox.com)
- Land – Volk – Staat. Der geografische Anteil an der „Erfindung“ der Nation. In: Geschichte in Wissenschaft und Unterricht. Band 51, 2000, S. 4–16.
- Die „Ordnung der Dinge“ in der deutschen Geographie des 19. Jahrhunderts (mit Ausblick ins 20. Jh.). In: Die Erde. Band 131, 2000, S. 221–240 (digizeitschriften.de)
- Raumkonstrukte der klassischen deutschsprachigen Geographie des 19./20. Jahrhunderts im Kontext ihrer Zeit. Ein Überblick. In: Geschichte und Gesellschaft. Band 28, H. 2, 2002, S. 343–374 (jstor.org)
- mit Wolfgang Natter: Imagining Mitteleuropa: Conceptualisations of 'Its' Space in and Outside German Geography. In: European Review of History. Band 10, 2003, S. 273–292.
- Alfred Rühl – ein Nonkonformist unter den (Berliner) Geographen. In: Die Erde. Band 134, 2003, S. 317–342 (geographie.hu-berlin.de)
- Zwischen fordernder Natur und freiem Willen: das Politische an der „klassischen“ deutschen Geographie. In: Erdkunde. Band 59, 2005, S. 1–21 (erdkunde.uni-bonn.de)
- Gefährliche Wahlverwandtschaften. Volk und Raum. In: Politische Ökologie. Band 23, Nr. 96, 2005, S. 22–24.
- .„Hätte doch die Erde mehr Raum!“ Friedrich Ratzel und sein (politisch-)geographisches Weltbild. In: Mitteilungen der Geographischen Gesellschaft München. Bd. 89, 2007, S. 3–45.
- Sie wussten, was sie taten! Die propagandistische „Kraft der Karte“ in der deutschen Schulgeographie der Zwischenkriegszeit. In: S. Tschzaschel, H. Wild, S. Lentz (Hrsg.): Visualisierung des Raumes. Leipzig 2007, S. 13–37 (Forum ifl, 6). (lbz.rlp.de)
- Das Kartenbild als Waffe in der Nachkriegszeit. In: Kartographische Nachrichten. Band 58, H. 1, 2008, S. 19–27.
- Europa – (k)ein geographischer Kontinent? Standpunkt (vom 18. November 2009). In: Bundeszentrale für politische Bildung (Hrsg.): Debatte Europa kontrovers. erstellt 24. April 2019, 69–70 (bpb.de)
- Noch Europa oder schon „Halb-Asien“? Die deutsche Länderkunde und der europäische Osten. In: Osteuropa. Band 63, Heft 2/3, 2013, S. 237–255 (jstor.org)
- Friedrich Ratzel – Pionier moderner Sozialgeographie? In: Kultursoziologie. Band 23, H. 3, 2014, S. 54–66.
- Von der „Macht des Raumes“. Eine Kritik aus geographiehistorischer Sicht. In: Zeitschrift der Didaktik für Gesellschaftswissenschaften. Band 8, H. 2, 2017, S. 14–40.
- .„Steißpauker“, „Lügen“ und „wehrlose Kinder“: Wie Schulgeographen dazu beitrugen nach dem Ersten Weltkrieg den Frieden zu verlieren. In: GW-Unterricht. Nr. 148, 2017, S. 43–57. (austriaca.at)
- Albrecht Penck: Vorbereiter und Wegbereiter der NS-Lebensraumpolitik? In: E&G Quaternary Sci. J. Band 66, 2018, S. 115–129. (egqsj.copernicus.org)
- Europa, Asien, Eurasien! Wohin mit Russland? In: Perspektiven DS. Zeitschrift für Gesellschaft und Reformpolitik. Band 39, H. 1, 2022, S. 11–19.

## Interviews und Zeitungsartikel
- Deutsche Geografen als Kriegstreiber im Ersten Weltkrieg: Uferloses Sehnen nach Macht. Im Ersten Weltkrieg betätigten sich auch deutsche Geografen als Kriegstreiber, darunter der Rektor der Berliner Universität, Albrecht Penck. Ihm und seinen Kollegen ging es um „notwendigen“ Lebensraum im Osten. In: Tagesspiegel: 12. Dezember 2014 (tagesspiegel.de)

- Geograf über Kontinente und Grenzen: „Europa ist eine wirkmächtige Fiktion“. Mayotte, eine Insel im Indischen Ozean, ist Mitglied der EU. Die Türkei nicht. Für Hans-Dietrich Schultz nur ein Beleg für willkürliche Entscheidungen. In: taz, 8. Mai 2014 (taz.de)

- Historische Geografie. Wie weit reicht Europa? Europa – was heute als quasi natürlich gewachsener Raum anmutet, ist in Wirklichkeit das Produkt anhaltender Debatten. Die Geografie trug ihren Teil dazu bei, Europa immer wieder neu und anders zu definieren – und folgte dabei oft politischen Vorgaben. In: Deutschlandfunk Kultur. 25. März 2020 (deutschlandfunkkultur.de)